# Sogndal Fotball 2019
Questa voce raccoglie le informazioni riguardanti il Sogndal Fotball nelle competizioni ufficiali della stagione 2019.

## Stagione
Il Sogndal ha chiuso la stagione al 6º posto, raggiungendo così le qualificazioni all'Eliteserien, in cui è stato sconfitto al primo turno dal Kongsvinger. L'avventura nel Norgesmesterskapet si è chiusa invece al terzo turno, con l'eliminazione subita per mano del Brann.
Mathias Dyngeland ed Eirik Schulze sono stati i calciatori più utilizzati in stagione, a quota 33 presenze ciascuno. Sigurd Haugen è stato invece il miglior marcatore stagionale, con le sue 11 reti.

## Rosa
| N. |                        | Ruolo | Calciatore          |
| -- | ---------------------- | ----- | ------------------- |
| 1  | Norvegia (bandiera)    | P     | Mathias Dyngeland   |
| 2  | Norvegia (bandiera)    | D     | Tomas Totland       |
| 3  | Norvegia (bandiera)    | D     | Per-Magnus Steiring |
| 4  | Stati Uniti (bandiera) | D     | Stefan Antonijević  |
| 5  | Norvegia (bandiera)    | D     | Ulrik Fredriksen    |
| 6  | Danimarca (bandiera)   | C     | Steffen Ernemann    |
| 7  | Norvegia (bandiera)    | C     | Eirik Schulze       |
| 8  | Norvegia (bandiera)    | C     | Tomas Kristoffersen |
| 8  | Norvegia (bandiera)    | C     | Eirik Birkelund     |
| 9  | Norvegia (bandiera)    | A     | Ulrik Flo           |
| 10 | Nigeria (bandiera)     | A     | Akor Adams          |
| 11 | Norvegia (bandiera)    | C     | Andreas Hoven       |
| 11 | Norvegia (bandiera)    | A     | Martin Ramsland     |
| 13 | Norvegia (bandiera)    | P     | Kjetil Haug         |
| 14 | Norvegia (bandiera)    | D     | Ole Martin Rindarøy |
| 15 | Norvegia (bandiera)    | C     | Joachim Soltvedt    |
| 16 | Norvegia (bandiera)    | D     | Martin Ove Roseth   |
| 17 | Guinea (bandiera)      | C     | Didé Fofana         |

| N. |                     | Ruolo | Calciatore              |
| -- | ------------------- | ----- | ----------------------- |
| 18 | Norvegia (bandiera) | A     | Kristoffer Hoven        |
| 18 | Norvegia (bandiera) | A     | Sigurd Haugen           |
| 19 | Norvegia (bandiera) | C     | Halldor Stenevik        |
| 19 | Norvegia (bandiera) | C     | Ole Amund Sveen         |
| 21 | Norvegia (bandiera) | P     | Geir Stenehjem          |
| 21 | Norvegia (bandiera) | P     | Kristian Rutlin         |
| 22 | Norvegia (bandiera) | D     | Eivind Helgesen         |
| 23 | Norvegia (bandiera) | C     | Sivert Mannsverk        |
| 24 | Norvegia (bandiera) | C     | Sixten Jensen           |
| 25 | Senegal (bandiera)  | C     | Alioune Ndour           |
| 26 | Norvegia (bandiera) | C     | Jonas Fredriksen        |
| 30 | Nigeria (bandiera)  | D     | Igoh Ogbu               |
| 32 | Norvegia (bandiera) | D     | Adrian Solberg          |
| 33 | Norvegia (bandiera) | A     | Mathias Sundberg        |
| 34 | Norvegia (bandiera) | D     | Anders Johannessen Nord |
| 35 | Norvegia (bandiera) | D     | Eirik Lereng            |
| 36 | Norvegia (bandiera) | P     | Fartein Bøyum           |
| 37 | Norvegia (bandiera) | P     | Håvard Hetle            |

## Calciomercato

### Sessione invernale(dal 09/01 al 01/04)
| Arrivi | Arrivi             | Arrivi | Arrivi     |
| R.     | Nome               | da     | Modalità   |
| ------ | ------------------ | ------ | ---------- |
| D      | Stefan Antonijević |        | svincolato |
| C      | Steffen Ernemann   |        | svincolato |
| C      | Alioune Ndour      | Florø  | definitivo |

| Partenze | Partenze               | Partenze        | Partenze   |
| R.       | Nome                   | a               | Modalità   |
| -------- | ---------------------- | --------------- | ---------- |
| D        | Nikita Baranov         | Beroe           | definitivo |
| D        | Fredrik Flo            | Sotra           | definitivo |
| D        | Reiss Greenidge        | Arendal         | definitivo |
| D        | Akeem Latifu           |                 | svincolato |
| D        | Kjetil Wæhler          |                 | ritiro     |
| C        | Lars Christian Kjemhus |                 | svincolato |
| C        | Staniša Mandić         | Zrinjski Mostar | prestito   |
| C        | Edin Øy                |                 | svincolato |
| A        | Markus Brændsrød       | Jerv            | prestito   |
| A        | Kasper Nissen          | Florø           | definitivo |

### Tra le due sessioni
| Arrivi | Arrivi            | Arrivi | Arrivi   |
| R.     | Nome              | da     | Modalità |
| ------ | ----------------- | ------ | -------- |
| D      | Martin Ove Roseth | Molde  | prestito |

| Partenze | Partenze    | Partenze  | Partenze |
| R.       | Nome        | a         | Modalità |
| -------- | ----------- | --------- | -------- |
| P        | Kjetil Haug | Vålerenga | prestito |
| C        | Didé Fofana | Víkingur  | prestito |

### Sessione estiva(dal 01/08 al 31/08)
| Arrivi | Arrivi              | Arrivi       | Arrivi     |
| R.     | Nome                | da           | Modalità   |
| ------ | ------------------- | ------------ | ---------- |
| D      | Igoh Ogbu           | Rosenborg    | prestito   |
| C      | Andreas Hoven       | Strømsgodset | definitivo |
| C      | Tomas Kristoffersen | Tromsdalen   | definitivo |
| C      | Halldor Stenevik    | Strømsgodset | prestito   |
| A      | Kristoffer Hoven    | Strømsgodset | definitivo |

| Partenze | Partenze        | Partenze             | Partenze   |
| R.       | Nome            | a                    | Modalità   |
| -------- | --------------- | -------------------- | ---------- |
| P        | Kristian Rutlin | Fjøra                | prestito   |
| C        | Eirik Birkelund |                      | ritiro     |
| C        | Ole Amund Sveen | Bodø/Glimt           | definitivo |
| A        | Sigurd Haugen   | Union Saint-Gilloise | definitivo |
| A        | Martin Ramsland | Start                | definitivo |

### Dopo la sessione estiva
| Arrivi | Arrivi | Arrivi | Arrivi   |
| R.     | Nome   | da     | Modalità |
| ------ | ------ | ------ | -------- |

| Partenze | Partenze            | Partenze  | Partenze |
| R.       | Nome                | a         | Modalità |
| -------- | ------------------- | --------- | -------- |
| D        | Per-Magnus Steiring | Mjøndalen | prestito |

## Risultati

### 1. divisjon

#### Girone di andata
| Arbitro: | Tennøy |

|           |           |            |
| Ndour 79’ | Marcatori | 2’ Eriksen |

| Arbitro: | Higraff |

|                                                    |           |  |
| Normann Hansen 8’ Trøen 17’ (rig.) Remme Berge 25’ | Marcatori |  |

| Arbitro: | Følstad Skarsem |

|                                        |           |           |
| Ndour 51’, 62’ Ramsland 77’ Haugen 82’ | Marcatori | 12’ Bakke |

| Hamar 8 maggio 2019, ore 18:00 4ª giornata | HamKam | 0 – 0 referto | Sogndal | Briskeby (1.349 spett.)\| Arbitro: \| Lien \| |
| Arbitro:                                   | Lien   |               |         |                                               |

| Arbitro: | Røvig Sletner |

|           |           |                                                    |
| Ndour 89’ | Marcatori | 37’ Belli Moldskred 43’ Strand Nilsen 73’ Maigaard |

| Arbitro: | Hansen Grøtta |

|                                                  |           |             |
| Þrándarson 88’ Castro 90’ Friðjónsson 90’ (rig.) | Marcatori | 52’ Schulze |

| Arbitro: | Higraff |

|                                          |           |                      |
| Rindarøy 52’ Ramsland 67’, 90’ Ndour 89’ | Marcatori | 6’, 55’ Olden Larsen |

| Arbitro: | Aslam |

|                       |           |  |
| Rochester Sørensen 7’ | Marcatori |  |

| Arbitro: | Hauge |

|  |           |                     |
|  | Marcatori | 59’ (aut.) Steiring |

| Arbitro: | Saggi (Drammen) |

|  |           |                                 |
|  | Marcatori | 29’ Antonijevic 68’, 77’ Haugen |

| Arbitro: | Sinnes |

|                              |           |                          |
| Haugen 15’, 17’, 74’ Flo 24’ | Marcatori | 48’ Andresen 84’ Gussiås |

| Arbitro: | Lien |

|                                        |           |                   |
| Haugen 11’, 49’ (rig.), 76’ Jensen 56’ | Marcatori | 13’ Can 74’ Yusef |

| Arbitro: | Bodding |

|                                           |           |  |
| Güven 7’ Aanesland 55’ Berg Gjerstrøm 90’ | Marcatori |  |

| Arbitro: | Aslam |

|                                           |           |                             |
| Sveen 15’ Schulze 21’, 46’ Adams 31’, 61’ | Marcatori | 26’ Andreassen 56’ Ringberg |

| Arbitro: | Moen |

|            |           |           |
| Wichne 90’ | Marcatori | 86’ Sveen |

#### Girone di ritorno
| Arbitro: | Amland |

|                                     |           |  |
| A. Hoven 30’ Schulze 65’ Haugen 89’ | Marcatori |  |

| Arbitro: | Sinnes |

|             |           |                                           |
| Jenssen 15’ | Marcatori | 22’ Hoven 78’ (rig.) Soltvedt 81’ Schulze |

| Arbitro: | Hansen Grøtta |

|                      |           |                                         |
| Totland 8’ Adams 90’ | Marcatori | 52’ Grétarsson 71’ Þrándarson 84’ Guèye |

| Arbitro: | Koløy |

|  |           |                   |
|  | Marcatori | 89’ U. Fredriksen |

| Arbitro: | Røvig Sletner |

|                              |           |  |
| Schulze 19’ Hoven 87’ (rig.) | Marcatori |  |

| Arbitro: | Higraff |

|             |           |  |
| Skaanes 76’ | Marcatori |  |

| Arbitro: | Lien |

|                     |           |          |
| K. Hoven 38’ (rig.) | Marcatori | 71’ Rufo |

| Arbitro: | Hauge |

|                      |           |                           |
| Nunez Godoy 29’, 80’ | Marcatori | 15’ Mannsverk 28’ Schulze |

| Arbitro: | Sinnes |

|                         |           |  |
| Bransdal 62’ Sellin 70’ | Marcatori |  |

| Arbitro: | Moen |

|  |           |         |
|  | Marcatori | 61’ Aas |

| Arbitro: | Bodding |

|  |           |          |
|  | Marcatori | 51’ Ogbu |

| Arbitro: | Røvig Sletner |

|                               |           |  |
| Soltvedt 8’, 55’ Flo 21’, 79’ | Marcatori |  |

| Arbitro: | Sinnes |

|                       |           |             |
| Antonijevic 5’ (aut.) | Marcatori | 23’ Schulze |

| Arbitro: | Tennøy |

|                                       |           |  |
| Kristoffersen 55’ Flo 73’ Schulze 82’ | Marcatori |  |

| Arbitro: | Hauge |

|            |           |  |
| Agouda 41’ | Marcatori |  |

#### Qualificazioni all'Eliteserien
| Arbitro: | Hobber Nilsen (Oslo) |

|               |           |  |
| Skagestad 17’ | Marcatori |  |

### Norgesmesterskapet
| Arbitro: | Skjerven |

|  |           |                                                 |
|  | Marcatori | 7’ Soltvedt 55’, 90’ Sveen 58’ Steiring 78’ Flo |

| Arbitro: | Arnholt |

|  |           |                               |
|  | Marcatori | 9’ (rig.) Soltvedt 69’ Jensen |

| Arbitro: | Eskås (Oslo) |

|                   |           |                                    |
| Haugen 27’ (rig.) | Marcatori | 41’ (aut.) Antonijevic 42’ Ordagić |

## Statistiche

### Statistiche di squadra
| Competizione          | Punti | In casa | In casa | In casa | In casa | In casa | In casa | In trasferta | In trasferta | In trasferta | In trasferta | In trasferta | In trasferta | Totale | Totale | Totale | Totale | Totale | Totale | DR  |
| Competizione          | Punti | G       | V       | N       | P       | Gf      | Gs      | G            | V            | N            | P            | Gf           | Gs           | G      | V      | N      | P      | Gf     | Gs     | DR  |
| --------------------- | ----- | ------- | ------- | ------- | ------- | ------- | ------- | ------------ | ------------ | ------------ | ------------ | ------------ | ------------ | ------ | ------ | ------ | ------ | ------ | ------ | --- |
| 1. divisjon           | 45    | 15      | 9       | 2       | 4       | 38      | 19      | 15           | 4            | 4            | 7            | 13           | 19           | 30     | 13     | 6      | 11     | 51     | 38     | +13 |
| Qual. all'Eliteserien | -     | 0       | 0       | 0       | 0       | 0       | 0       | 1            | 0            | 0            | 1            | 0            | 1            | 1      | 0      | 0      | 1      | 0      | 1      | -1  |
| Norgesmesterskapet    | -     | 1       | 0       | 0       | 1       | 1       | 2       | 2            | 2            | 0            | 0            | 7            | 0            | 3      | 2      | 0      | 1      | 8      | 2      | +6  |
| Totale                | -     | 16      | 9       | 2       | 5       | 39      | 21      | 18           | 6            | 4            | 8            | 20           | 20           | 34     | 15     | 6      | 13     | 59     | 41     | +18 |

### Andamento in campionato
| Giornata  | 1 | 2  | 3 | 4 | 5  | 6  | 7  | 8  | 9  | 10 | 11 | 12 | 13 | 14 | 15 | 16 | 17 | 18 | 19 | 20 | 21 | 22 | 23 | 24 | 25 | 26 | 27 | 28 | 29 | 30 |
| --------- | - | -- | - | - | -- | -- | -- | -- | -- | -- | -- | -- | -- | -- | -- | -- | -- | -- | -- | -- | -- | -- | -- | -- | -- | -- | -- | -- | -- | -- |
| Luogo     | C | T  | C | T | C  | T  | C  | T  | C  | T  | C  | C  | T  | C  | T  | C  | T  | C  | T  | C  | T  | C  | T  | T  | C  | T  | C  | T  | C  | T  |
| Risultato | N | P  | V | N | P  | P  | V  | P  | P  | V  | V  | V  | P  | V  | N  | V  | V  | P  | V  | V  | P  | N  | N  | P  | P  | V  | V  | N  | V  | P  |
| Posizione | 7 | 13 | 7 | 9 | 11 | 12 | 11 | 12 | 12 | 11 | 10 | 8  | 9  | 8  | 8  | 6  | 6  | 6  | 6  | 5  | 6  | 5  | 5  | 5  | 8  | 6  | 6  | 7  | 5  | 6  |

Fonte:  OBOS-ligaen 2019, su altomfotball.no, Altomfotball. URL consultato il 18 luglio 2022 (archiviato dall'url originale il 17 gennaio 2022).
Legenda:

Luogo: C = Casa; T = Trasferta. Risultato: V = Vittoria; N = Pareggio; P = Sconfitta.

### Statistiche dei giocatori
| Giocatore           | 1. divisjon | 1. divisjon | 1. divisjon | 1. divisjon | Norgesmesterskapet | Norgesmesterskapet | Norgesmesterskapet | Norgesmesterskapet | Coppe europee | Coppe europee | Coppe europee | Coppe europee | Qual. all'Eliteserien | Qual. all'Eliteserien | Qual. all'Eliteserien | Qual. all'Eliteserien | Totale   | Totale | Totale      | Totale     |
| Giocatore           | Presenze    | Reti        | Ammonizioni | Espulsioni  | Presenze           | Reti               | Ammonizioni        | Espulsioni         | Presenze      | Reti          | Ammonizioni   | Espulsioni    | Presenze              | Reti                  | Ammonizioni           | Espulsioni            | Presenze | Reti   | Ammonizioni | Espulsioni |
| ------------------- | ----------- | ----------- | ----------- | ----------- | ------------------ | ------------------ | ------------------ | ------------------ | ------------- | ------------- | ------------- | ------------- | --------------------- | --------------------- | --------------------- | --------------------- | -------- | ------ | ----------- | ---------- |
| A. Adams            | 12          | 3           | 0           | 0           | 0                  | 0                  | 0                  | 0                  |               |               |               |               | 1                     | 0                     | 0                     | 0                     | 13       | 3      | 0           | 0          |
| S. Antonijević      | 18          | 1           | 1           | 0           | 1                  | 0                  | 0                  | 0                  |               |               |               |               | 0                     | 0                     | 0                     | 0                     | 19       | 1      | 1           | 0          |
| E. Birkelund        | 11          | 0           | 0           | 0           | 0                  | 0                  | 0                  | 0                  |               |               |               |               | -                     | -                     | -                     | -                     | 11       | 0      | 0           | 0          |
| F. Bøyum            | 0           | 0           | 0           | 0           | 0                  | 0                  | 0                  | 0                  |               |               |               |               | 0                     | 0                     | 0                     | 0                     | 0        | 0      | 0           | 0          |
| M. Dyngeland        | 30          | -39         | 3           | 0           | 2                  | -2                 | 0                  | 0                  |               |               |               |               | 1                     | -1                    | 0                     | 0                     | 33       | -42    | 3           | 0          |
| S. Ernemann         | 22          | 0           | 3           | 0           | 1                  | 0                  | 0                  | 0                  |               |               |               |               | 1                     | 0                     | 1                     | 0                     | 24       | 0      | 4           | 0          |
| U. Flo              | 20          | 4           | 3           | 0           | 3                  | 1                  | 0                  | 0                  |               |               |               |               | 1                     | 0                     | 0                     | 0                     | 24       | 5      | 3           | 0          |
| D. Fofana           | 0           | 0           | 0           | 0           | -                  | -                  | -                  | -                  |               |               |               |               | -                     | -                     | -                     | -                     | 0        | 0      | 0           | 0          |
| J. Fredriksen       | 2           | 0           | 0           | 0           | 1                  | 0                  | 0                  | 0                  |               |               |               |               | 0                     | 0                     | 0                     | 0                     | 3        | 0      | 0           | 0          |
| U. Fredriksen       | 26          | 1           | 6           | 0           | 2                  | 0                  | 0                  | 0                  |               |               |               |               | 1                     | 0                     | 0                     | 0                     | 29       | 1      | 6           | 0          |
| K. Haug             | 0           | 0           | 0           | 0           | 0                  | 0                  | 0                  | 0                  |               |               |               |               | -                     | -                     | -                     | -                     | 0        | 0      | 0           | 0          |
| S. Haugen           | 16          | 10          | 1           | 0           | 2                  | 1                  | 1                  | 0                  |               |               |               |               | -                     | -                     | -                     | -                     | 18       | 11     | 2           | 0          |
| E. Helgesen         | 3           | 0           | 0           | 0           | 2                  | 0                  | 0                  | 0                  |               |               |               |               | 0                     | 0                     | 0                     | 0                     | 5        | 0      | 0           | 0          |
| H. Hetle            | 0           | 0           | 0           | 0           | 1                  | 0                  | 0                  | 0                  |               |               |               |               | 0                     | 0                     | 0                     | 0                     | 1        | 0      | 0           | 0          |
| A. Hoven            | 14          | 3           | 0           | 0           | -                  | -                  | -                  | -                  |               |               |               |               | 1                     | 0                     | 0                     | 0                     | 15       | 3      | 0           | 0          |
| K. Hoven            | 6           | 1           | 0           | 0           | -                  | -                  | -                  | -                  |               |               |               |               | 0                     | 0                     | 0                     | 0                     | 6        | 1      | 0           | 0          |
| S. Jensen           | 22          | 1           | 1           | 0           | 3                  | 1                  | 1                  | 0                  |               |               |               |               | 1                     | 0                     | 0                     | 0                     | 26       | 2      | 2           | 0          |
| A. Johannessen Nord | 1           | 0           | 0           | 0           | 0                  | 0                  | 0                  | 0                  |               |               |               |               | 0                     | 0                     | 0                     | 0                     | 1        | 0      | 0           | 0          |
| T. Kristoffersen    | 13          | 1           | 2           | 0           | -                  | -                  | -                  | -                  |               |               |               |               | 1                     | 0                     | 0                     | 0                     | 14       | 1      | 2           | 0          |
| E. Lereng           | 10          | 0           | 2           | 0           | 0                  | 0                  | 0                  | 0                  |               |               |               |               | 0                     | 0                     | 0                     | 0                     | 10       | 0      | 2           | 0          |
| S. Mannsverk        | 16          | 1           | 4           | 0           | 2                  | 0                  | 0                  | 0                  |               |               |               |               | 0                     | 0                     | 0                     | 0                     | 18       | 1      | 4           | 0          |
| A. Ndour            | 14          | 5           | 2           | 0           | 3                  | 0                  | 0                  | 0                  |               |               |               |               | 1                     | 0                     | 0                     | 0                     | 18       | 5      | 2           | 0          |
| I. Ogbu             | 15          | 1           | 1           | 0           | -                  | -                  | -                  | -                  |               |               |               |               | 1                     | 0                     | 1                     | 0                     | 16       | 1      | 2           | 0          |
| M. Ramsland         | 8           | 3           | 2           | 0           | 2                  | 0                  | 0                  | 0                  |               |               |               |               | -                     | -                     | -                     | -                     | 10       | 3      | 2           | 0          |
| O. Rindarøy         | 8           | 1           | 0           | 0           | 1                  | 0                  | 0                  | 0                  |               |               |               |               | 0                     | 0                     | 0                     | 0                     | 9        | 1      | 0           | 0          |
| M. Roseth           | 16          | 0           | 2           | 0           | 2                  | 0                  | 0                  | 0                  |               |               |               |               | 1                     | 0                     | 1                     | 0                     | 19       | 0      | 3           | 0          |
| K. Rutlin           | 0           | 0           | 0           | 0           | 0                  | 0                  | 0                  | 0                  |               |               |               |               | 0                     | 0                     | 0                     | 0                     | 0        | 0      | 0           | 0          |
| E. Schulze          | 30          | 9           | 2           | 0           | 2                  | 0                  | 0                  | 0                  |               |               |               |               | 1                     | 0                     | 0                     | 0                     | 33       | 9      | 2           | 0          |
| A. Solberg          | 1           | 0           | 0           | 0           | 1                  | 0                  | 0                  | 0                  |               |               |               |               | 0                     | 0                     | 0                     | 0                     | 2        | 0      | 0           | 0          |
| J. Soltvedt         | 26          | 3           | 1           | 0           | 2                  | 2                  | 0                  | 0                  |               |               |               |               | 1                     | 0                     | 0                     | 0                     | 29       | 5      | 1           | 0          |
| P. Steiring         | 15          | 0           | 4           | 0           | 3                  | 1                  | 0                  | 0                  |               |               |               |               | -                     | -                     | -                     | -                     | 18       | 1      | 4           | 0          |
| G. Stenehjem        | 0           | 0           | 0           | 0           | 0                  | 0                  | 0                  | 0                  |               |               |               |               | 0                     | 0                     | 0                     | 0                     | 0        | 0      | 0           | 0          |
| H. Stenevik         | 1           | 0           | 0           | 0           | -                  | -                  | -                  | -                  |               |               |               |               | 0                     | 0                     | 0                     | 0                     | 1        | 0      | 0           | 0          |
| M. Sundberg         | 0           | 0           | 0           | 0           | 0                  | 0                  | 0                  | 0                  |               |               |               |               | 0                     | 0                     | 0                     | 0                     | 0        | 0      | 0           | 0          |
| O. Sveen            | 12          | 2           | 1           | 0           | 2                  | 2                  | 0                  | 0                  |               |               |               |               | -                     | -                     | -                     | -                     | 14       | 4      | 1           | 0          |
| T. Totland          | 29          | 1           | 1           | 0           | 2                  | 0                  | 0                  | 0                  |               |               |               |               | 1                     | 0                     | 0                     | 0                     | 32       | 1      | 1           | 0          |